# Gitwangak Battle Hill
Der Gitwangak Battle Hill ist eine in der kanadischen Provinz British Columbia gelegene, nationale historische Stätte. 
Der Ort wurde am 14. Oktober 1971, damals noch als Kitwanga Fort (bis 2006), zur National Historic Site of Canada erklärt.
Auf dem im Gebiet der Gitxsan liegenden Hügel, in deren Sprache der Ort Ta'awdzep (Festung) heißt, befand sich zwischen (vor) 1700 und etwa 1835 ein befestigtes, aus fünf Langhäusern bestehendes Dorf der Tsimshian. Die Basis des Hügels ist 80 m breit, die Kuppe 40 m; rund um den Hügel befanden sich Palisaden. Auf dem Hügel und in seiner Umgebung befanden sich rund tausend Vorratsgruben. 

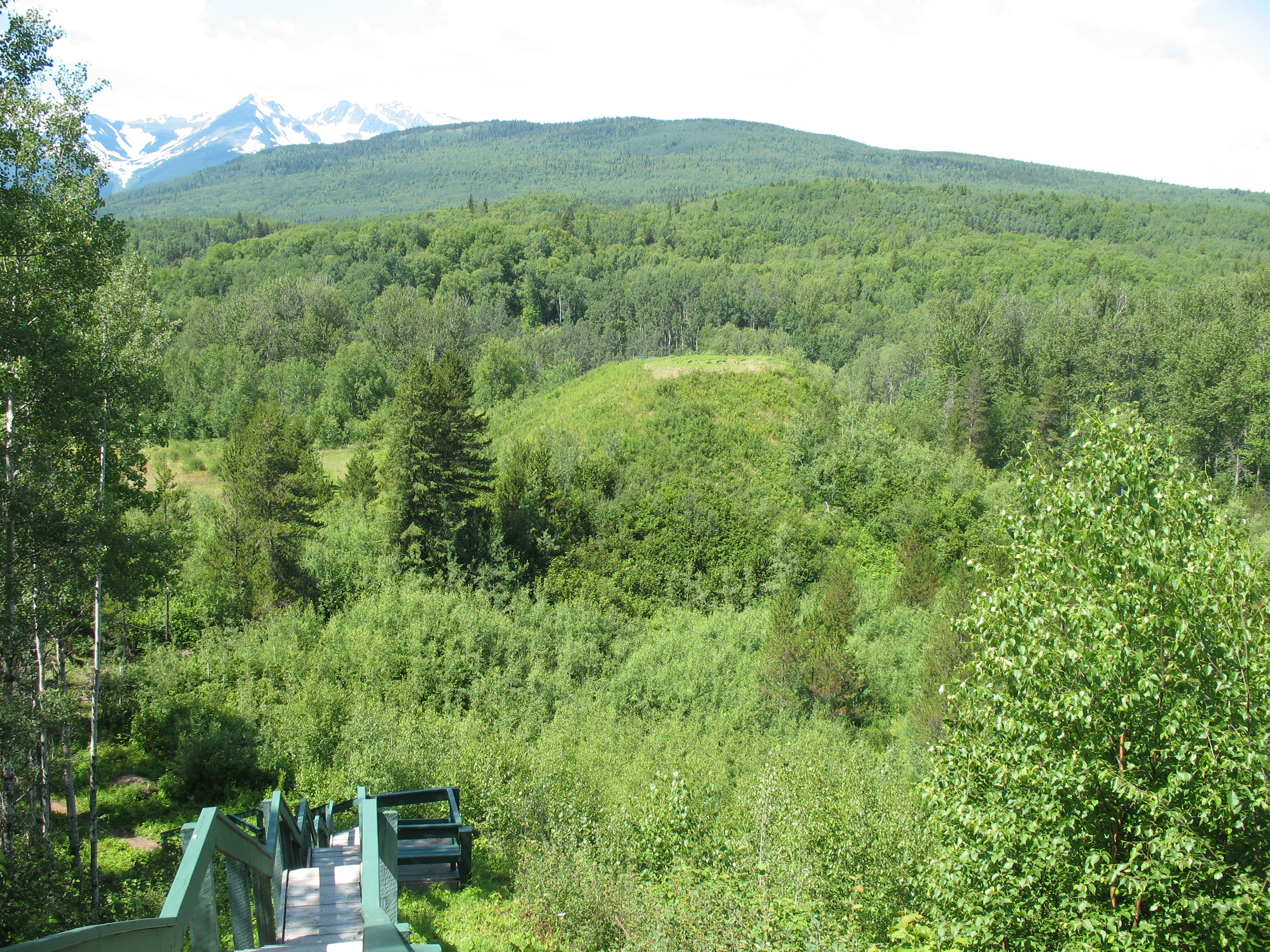
Blick auf den Hügel von oben

## Entstehungsgeschichte
Fred Johnson, Chief Lelt, wurde 1979 nach den Ereignissen um Battle Hill befragt. Kriegshäuptling 'Nekt von den Gitwangak, einer der vier lokalen Gitxsan-Gruppen, errichtete demnach an dieser Stelle ein Dorf aus vier Langhäusern, um den Handel über den Kitwanga River zu kontrollieren, vor allem aber über den 60 km langen Grease Trail (gemeint ist das butterartige Fett des Kerzenfischs), der Nass und Skeena River miteinander verband. 
Archäologen fanden ab 1979 Kaninchen- und Lachsreste, Vorratsgruben und Hauspfosten. Die fünf Häuser hatten eine Fläche von rund 8 mal 11 m, das größte Haus war wohl das des Häuptlings 'Nekt. Die beiden äußeren Häuser hingen weit über den Hügelrand, über den man Baumstämme hinabstürzen ließ, um Belagerer abzuwehren. Belagerer scheiterten tatsächlich mindestens zweimal an der Festung. Der Häuptling, dem die Kriegskeulen offenbar nichts anhaben konnten, soll durch die Kugel eines der ersten Gewehre, die in die Region kamen, getötet worden sein. Mit der größeren Reichweite der Gewehre wurde der in einem Tal gelegene Hügel nach etwa 1824 angreifbar.
Mutter des Häuptlings soll eine Luut'k'isxw gewesen sein, die von Haida entführt wurde. Ihr Geburtsort wird, je nach Erzähler, nach Kispiox, Kisgigas oder in eines der Dörfer am Nass River verlegt. Sie enthauptete ihren Entführer im Schlaf und floh mit ihrem Sohn in einem Kanu. Von hier aus überfiel ihr Sohn 'Nekt sowohl Haisla (Tsimshian-Name: Kitimaat), als auch Haida, Tsimshian und Nisga’a. Seine Nachkommen, wie Silas Brown, der sich 1924 in einer Grizzlyfellrüstung mit Metallplatten fotografieren ließ, überliefern seinen Besitz. Jack Morgan aus Gitwangak, der in den 1970er Jahren insgesamt mehr als zehn Stunden Interviews aufzeichnete, die eigentlich in Landrechtsfragen von Bedeutung sein sollten, bewahrte die Tonbänder sorgsam auf. Er hörte viele Geschichten von seinem Großvater, der die Festung noch bewohnt kannte.
Die erste überlieferte Belagerung des Hügels, auf dem sich um 1700 nur ein Haus befand, führten die Haida durch, die auf der Jagd nach Sklaven waren. Den letzten Kampf nahmen die Bewohner des Hügels gegen die Tsimshian auf, doch unterlagen sie. Um 1835 nahmen die Tsimshian von der Küste die Festung in ihr weiträumiges Handelsimperium auf. Die Häuser, deren Überreste, insbesondere Asche, sich datieren ließen, stammen aus der Zeit zwischen 1750 und 1835. Schon deren Bewohner handelten nicht nur mit dem begehrten Fett des Kerzenfisches, sondern sie besaßen auch Obsidian vom Mount Edziza. Dessen Spuren reichen bis ins 17. Jahrhundert, möglicherweise auch in das 16. zurück. Auch fanden sich Metallüberreste, wie etwa ein Nasenring, ein Metall, das der oralen Tradition nach von Russen mitgebracht worden war. Diese Erzählungen wissen auch von Auseinandersetzungen mit den Aleuten, die in Diensten der Russen standen, oder sie zumindest begleiteten. Diese Kontakte endeten anscheinend erst mit dem Auftauchen der ersten Briten, die die Hudson’s Bay Company 1832 dorthin schickte, um ein Handelsfort am Nass River zu bauen. Allerdings dürfte auf Umwegen ebenso Metall hierher gekommen sein, wie dies bei den Nachbarstämmen der Fall war. Heute nimmt man an, dass schon kurz nach 1700 Metallgegenstände ihren Weg zu den Gitksan fanden, also fast ein Dreivierteljahrhundert vor den ersten direkten Kontakten mit Europäern. 

## Parks Canada (ab 1971), Forschung

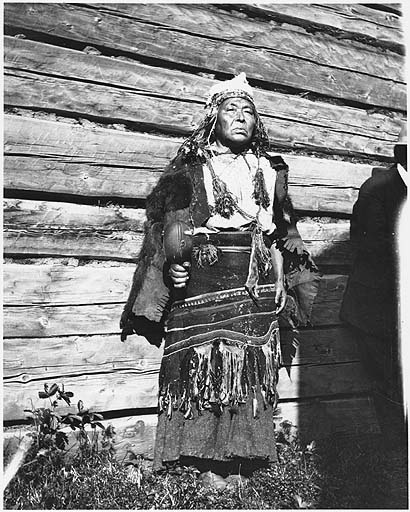
Gitxsan-Mann in Schamanenkleidung und mit einer Rassel in der Hand, 1909

1971 erwarb Parks Canada den Hügel. Während der ersten Grabungskampagne entdeckte man zahlreiche, sehr kompakte Aschehaufen, die ausschließlich aus den Überresten von Tierknochen bestanden. Nach Aussagen der lokalen Indianer ging dies darauf zurück, dass man glaubte, die unvollständige Verbrennung der Tierüberreste würde die Versorgung mit Nahrungsmitteln unterbrechen. Während des Verbrennens sprachen alte Männer und Frauen zu den Knochen. Dieses Ritual erschwerte den Archäologen die Identifizierung der Tierarten, die verspeist wurden, doch ließen sich Murmeltiere, Biber, Stachelschweine, Hasen, Lachse und einige Vogelarten nachweisen. 
Als die Festung abbrannte, stürzten die Häuser, die am Rand des Hügels aufgebaut worden waren, ab und hinterließen Asche, die nur geringfügig überwuchert war. Unter den Häusern befanden sich tiefe Gruben, in denen für Belagerungen Vorräte angelegt wurden. Unter den Wänden befanden sich kaum weniger tiefe, längliche Gruben, in denen Frauen und Kinder relativ sicher untergebracht werden konnten. Sie befanden sich an den Rückseiten der Häuser, wohl damit sie notfalls von dort aus durch Tunnel fliehen konnten. Einer der lokalen Mythen, dem Skawah-Mythos der Gitxsan, kann man entnehmen, dass bei der Eroberung, als man schon die brennend herabstürzenden Balken hören konnte, zwei Frauen auf diese Art entkamen. Sie wurden die Stammmütter eines neuen Gitxsan-Clans. Insgesamt fanden sich auf und um den Hügel herum rund tausend Vorratsgruben, am Hügel ließen sich noch 85 Gruben nachweisen – die meisten anderen wurden durch landwirtschaftliche Nutzung zerstört. Jede Frau hatte die Aufgabe, ihre eigene Grube mit Fisch, Beeren und Fleisch zu füllen. Dabei durften aus Gründen der Geheimhaltung immer nur die eigenen Gruben bekannt sein, damit die Lokalisierung der anderen nicht so leicht verraten werden konnte. Um Hunde von den Gruben abzulenken, bestanden ebenso Techniken, wie solche, die Geruchsabsonderungen verhinderten. 
Eine Ausnahme von den Vorratsgruben bildeten drei Gruben von ungewöhnlicher Größe unterhalb des Hügels. Sie dienten Initiationsriten für pubertierende Mädchen. Allerdings nur für drei der vier Clans, die in der Festung lebten, nämlich nur für den Adler-, den Frosch-Raben- und den Wolfsclan, nicht aber für den Clan des Fireweed (Schmalblättriges Weidenröschen). Viele der Befragten unter den Gitxsan konnten Auskunft über die Dauer der Separation von der Familie geben, über besondere Gesichtskleidung, die verhindern sollte, das Lebensmittel von ihrem Blick „kontaminiert“ wurden. Nach ihren Aussagen konnten die Mädchen den Wunsch nach Speisen oder Wasser über das Ziehen an langen Holzfaserbändern der Red Cedar, des Riesen-Lebensbaums äußern, die zum Haus ihrer Mütter führten. Normalerweise verbrachten Mädchen diese ein bis zwei Monate der Abschließung und der Übungen, die ihre Tanten anleiteten, weit entfernt vom Dorf, doch war dies in dieser kriegerischen Gegend nicht möglich. Auch Spuren von Dampfbädern, die die Krieger nahmen, um sich auf die Schlachten vorzubereiten, oder um den als unangenehm empfundenen Fisch- oder Wildgeruch loszuwerden, fanden sich.
Nachdem die Archäologen ein Modell der Festung erstellt hatten, merkten einige Ortskundige an, dass sich auf den Häusern, entgegen den Bräuchen an der Küste, keine schweren Steine befunden hatten. Außerdem führten keine ovalen Eingänge in die Häuser – die Häuser hatten gar keine Eingänge. Entweder bestieg man das Haus durch den Rauchabzug, oder man kannte die nur dem jeweiligen Besitzer bekannten Abfolgen, in denen man die starken Holzplanken, die die Hauswand bildeten, gegeneinander verschieben musste, um ins Haus zu gelangen. 
Der kurz vor 1700 errichtete Hügel wurde spätestens in den 1830er Jahren zugunsten einer Stelle fünf Kilometer südwärts aufgegeben. 1905 entstand dort ein Totempfahl mit 'Nekt in Grizzlyrüstung und seiner berühmten Keule k'i'lax (strike only once).
2006 wurde die als Kitwanga Fort bekannte Stätte in Gitwangak Battle Hill umbenannt.